# Carlipa
Carlipa és un municipi francès del departament de l'Aude i la regió d'Occitània. El 2018 tenia 339 habitants.